# Hrabyně
Hrabyně (en allemand : Hrabin) est une commune du district d'Opava, dans la région de Moravie-Silésie, en République tchèque. Sa population s'élevait à 1 168 habitants en 2021.

## Géographie
Hrabyně se trouve à 7 km au sud-sud-est de Kravaře, à 14 km au sud-est d'Opava, à 17 km à l'ouest-nord-ouest d'Ostrava et à 260 km à l’est de Prague.
La commune est limitée par Háj ve Slezsku au nord, par Velká Polom à l'est, par Horní Lhota au sud, et par Budišovice et Mokré Lazce à l'ouest.

## Histoire
La première mention écrite de la localité date de 1377.

## Administration
La commune se compose de deux quartiers :
- Hrabyně
- Josefovice

## Patrimoine

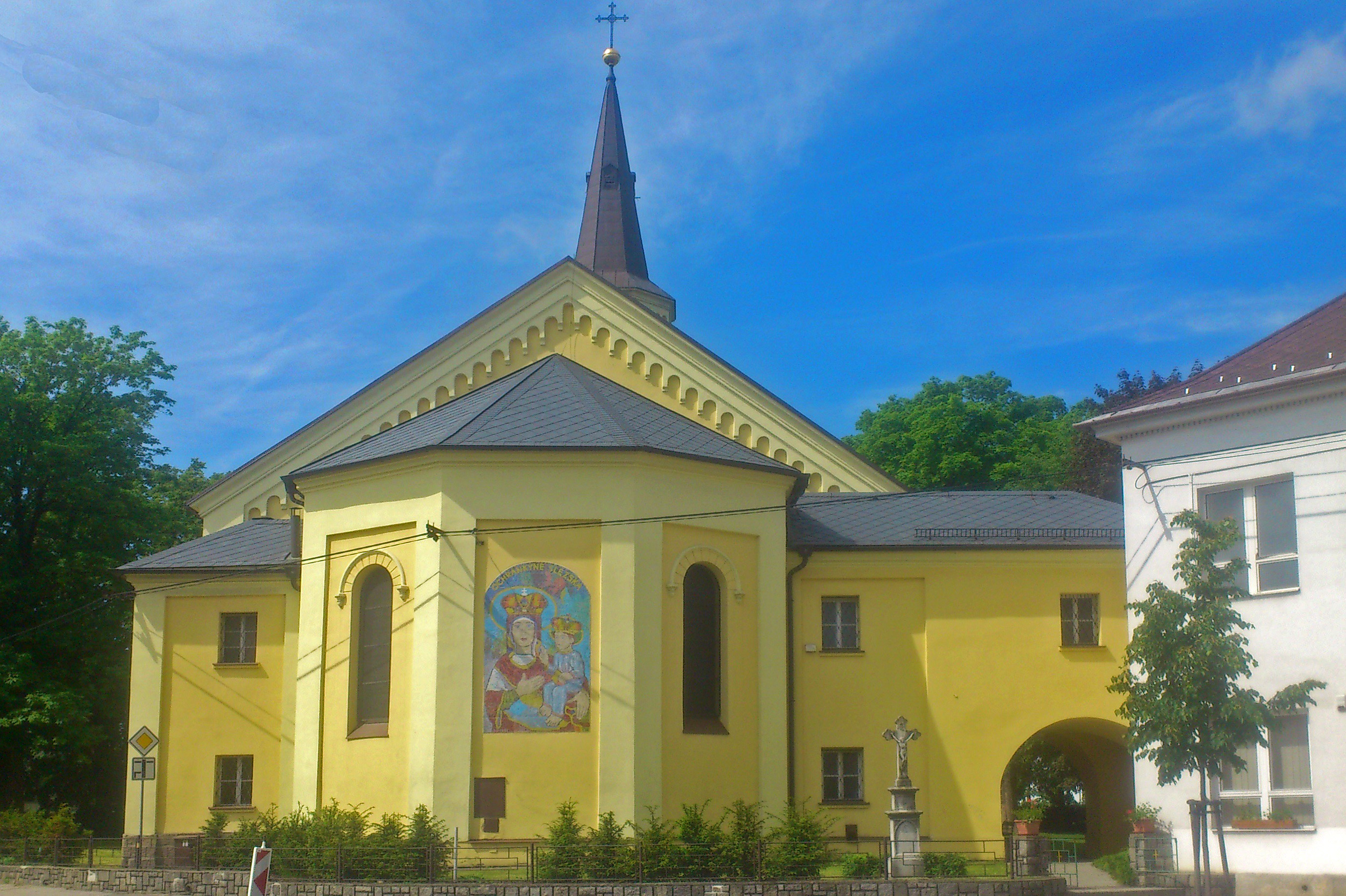
Église de l'Assomption de la Vierge Marie.
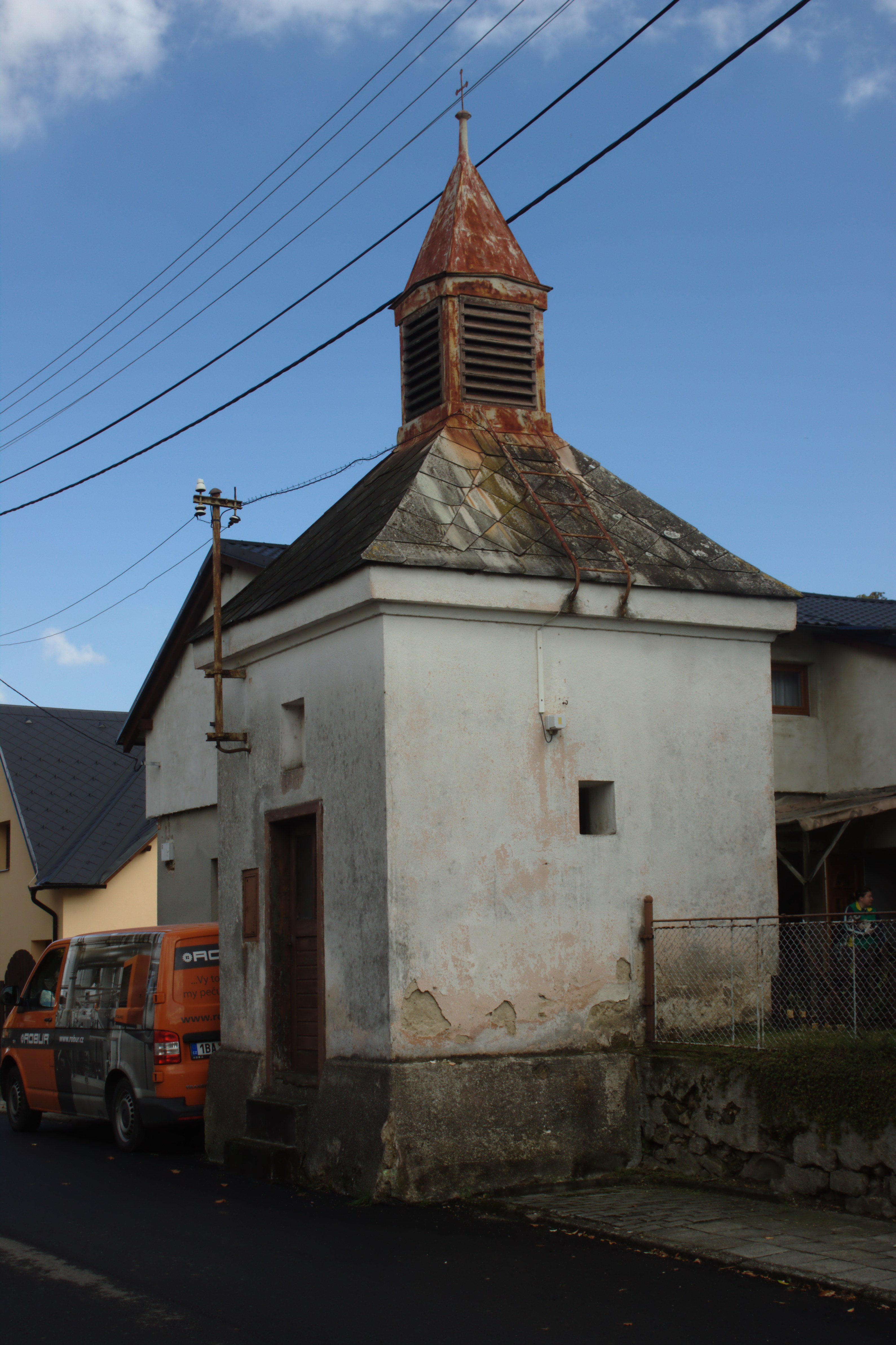
Chapelle à Josefovice.

## Transports
Par la route, Hrabyně se trouve à 14 km d'Opava, à 27 km d'Ostrava et à 341 km de Prague.

## Personnalité
- Karel Engliš (1880-1961), économiste tchèque, fondateur de la théorie économique téléologique ; c'est l'un des plus importants théoriciens de l'économie dans l'entre-deux-guerres, ministre des Finances dans plusieurs gouvernements tchécoslovaques entre 1920 et 1930, cofondateur de l'Université Masaryk de Brno et gouverneur de la Banque nationale tchécoslovaque (1934-1939).